# عماد أبو كشك
عماد فائق شريف أبو كشك (أبو فائق؛ 20 أغسطس 1966 – )، أكاديمي وبروفيسور وسياسي ومفكر فلسطيني، وُلِدَ ونشأ في مدينة طولكرم الفلسطينية، ويشغل عدة مناصب، كما شغل منصب رئيس جامعة القدس منذ عام 2014 وحتى عام 2025 وهي أكبر مؤسسة عربية وفلسطينية في القدس، وهو عضو المجلس الوطني الفلسطيني منذ 30 أبريل 2018 الذي يُعد البرلمان الفلسطيني للشعب الفلسطيني بأسره داخل فلسطين وخارجها، ويُعد من الشخصيات الفلسطينية البارزة في مجال السياسة العامة والبناء المؤسساتي والتعليم والثقافة.

## نشأته وتحصيله العلمي
وُلِدَ عماد فائق شريف أبو كشك في مدينة طولكرم بالضفة الغربية بتاريخ 20 أغسطس 1966، تلقى تعليمه الابتدائي والإعدادي والثانوي في مدارس مدينته طولكرم، منها المدرسة الفاضلية العريقة بالمدينة، وأنهى الثانوية العامة عام 1984.
حصل على درجة البكالوريوس في الهندسة من جامعة القدس، كما حصل على مؤهلات علمية في القانون والسياسات العامة، كدرجة الماجستير من معهد الدراسات الإقليمية في جامعة القدس، ودرجة الدكتوراه في القانون والسياسات العامة من جامعة نورث إيسترن في الولايات المتحدة الأمريكية.
في عام 2015 منحته جامعة القدس درجة الأستاذية في «السياسات العامة»، ويعد أبو كشك الوحيد في فلسطين الذي يحمل درجة الأستاذية الكاملة في هذا المجال.

## مناصبه
- رئيس قسم العلوم السياسية في جامعة القدس سابقًا.[9]

- رئيس جامعة القدس منذ 26 مارس 2014 وحتى 28 فبراير 2025،[10][11] وهي أكبر مؤسسة عربية وفلسطينية في القدس.[4]

- عضو المجلس الوطني الفلسطيني (البرلمان الفلسطيني) منذ 30 أبريل 2018 وحتى الآن.[3]

- عضو منتخب في لجنة القدس في المجلس الوطني الفلسطيني (البرلمان الفلسطيني) منذ 30 أبريل 2018 وحتى الآن.[3]

- عضو مجلس الأوقاف والشؤون والمقدسات الإسلامية بالقدس بموجب اختياره من قبل مجلس الوزراء الأردني منذ 14 فبراير 2019، بتوجيهات من الملك عبد الله الثاني بن الحسين، وذلك "تقديرًا لدوره الكبير في المحافظة على عروبة القدس، وتطوير الحياة العملية والثقافية والحضارية في المدينة، وحماية المواقع التاريخية في المدينة، وفي البلدة القديمة على وجه الخصوص"،[12][13][14] وجرى تكليفه مُجددًا بهذا المنصب في 5 أبريل 2021،[15] ثم مُجددًا في 5 نوفمبر 2023.[16]

- أمين سر صندوق ووقفية القدس.[17]

- عضو مجلس التعليم العالي الفلسطيني.[18]

- رئيس لجنة الحوار بين وزارة التعليم العالي واتحاد نقابات العاملين في الجامعات الفلسطينية، 2017.[19]

- عضو المجلس الاستشاري لهيئة مكافحة الفساد الفلسطينية،[20] حيث جرى تعيينه في 4 أبريل 2017.[21]

- عضو مجلس إدارة المكتبة الوطنية الفلسطينية بموجب قرار رئاسي صادر عن الرئيس الفلسطيني محمود عباس بتاريخ 26 يونيو 2019.[22][23]

- نائب رئيس مجلس إدارة أكاديمية القدس للبحث العلمي.[24][25]

- رئيس مجلس أمناء المعهد العربي بالقدس.[26]

- عضو اللجنة التنفيذية لمؤتمر رؤساء جامعات العالم الإسلامي.[3]

- عضو مجلس أمناء المدرسة الوطنية الفلسطينية للإدارة العامة.[27]

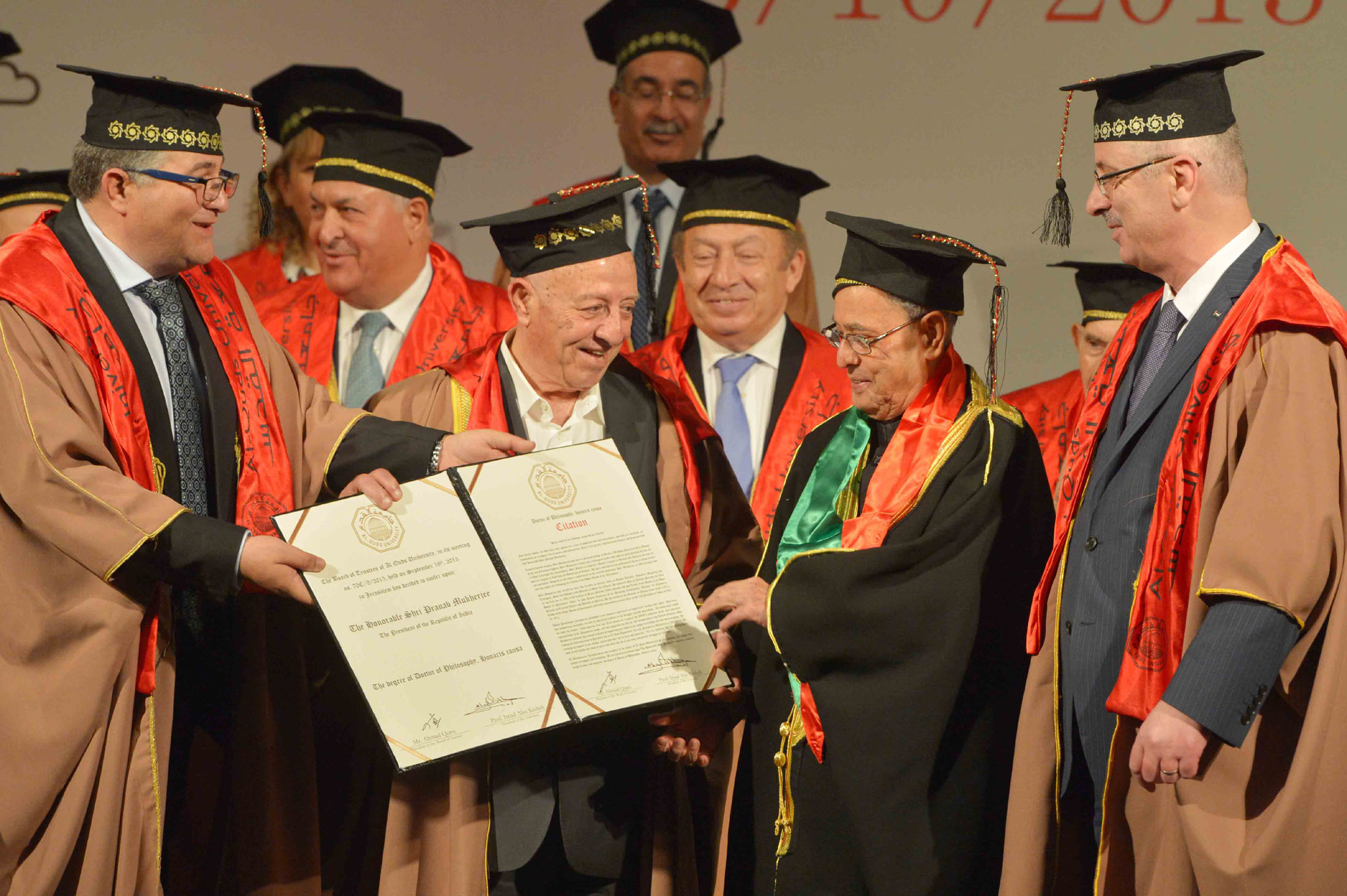
عماد أبو كشك خلال منحه شهادة الدكتوراه الفخرية للرئيس الهندي براناب مخرجي (13 أكتوبر 2015).

## أبرز مؤلفاته
من أبرز مؤلفاته وأبحاثه:
| الرقم | العنوان                                                                                        | ترجمة العنوان                                                                      |
| ----- | ---------------------------------------------------------------------------------------------- | ---------------------------------------------------------------------------------- |
| 1     | Review of Water Legislation from the Pre-British Mandate Period through the Israeli Occupation | "مراجعة تشريعات المياه من فترة ما قبل الانتداب البريطاني حتى الاحتلال الإسرائيلي". |
| 2     | Human Rights and Democracy in Palestine: Their value for the new generation                    | "حقوق الإنسان والديمقراطية في فلسطين: قيمتها للجيل الجديد".                        |
| 3     | "المقدسيون والمثلث الاحتلالي: احتلال الأرض، وطرد السكان وتمكين المستوطنين".                    |                                                                                    |

## جوائز وتكريمات
جرى تكريم أبو كشك من قبل عددٍ كبيرٍ من المؤسسات والمنظمات الفلسطينية والعربية، ومن أبرز هذه التكريمات:
- تكريماتٍ عدة من مؤسساتٍ فلسطينيةٍ مثل هيئة التوجيه السياسي الفلسطينية،[28] والأمن الوقائي الفلسطيني،[29] ومستشفى الجليل،[30] وغيرها.

- في 20 يناير 2019، منحته "مؤسسة سيدة الأرض" الفلسطينية جائزة لقب شخصية العام الأكاديمية للعام 2018.[31][4]

- في 15 سبتمبر 2022، منحته البحرين "جائزة الشيخ عيسى بن علي آل خليفة" وذلك "لإسهاماته العديدة في مجال العمل التطوعي"، وقد جرت مراسم منحه الجائزة وذلك في العاصمة المنامة بحضور كل من نائب رئيس الوزراء البحريني خالد بن عبد الله آل خليفة، ووزير العمل البحريني جميل حميدان، ووزير الشباب والرياضة البحريني أيمن المؤيد، ووزير التنمية الاجتماعية البحريني أسامة العصفور، ومستشار رئيس الوزراء الكويتي باسل حمود الصباح، ووزيرة التضامن الاجتماعي المصرية نيفين القباج، والسفير الفلسطيني في البحرين خالد عارف، وعدد من السفراء العرب.[32][33]

- في 26 مايو 2024، منحته كلية بارد في الولايات المتحدة الأمريكية درجة "الدكتوراه الفخرية في الآداب الإنسانية"، خلال الحفل الرسمي الـ 164 لتأسيس الكلية في حرمها في نيويورك، وقال مجلس أمناء كلية بارد بأن ذلك يأتي تقديرًا لأبو كشك لكونه «يُمثل الصوت المحترم والمؤثر على نطاق واسع في العقل الجمعي للمجتمع الفلسطيني المعاصر، وليس فقط كونه الرئيس الرابع لجامعة القدس».[34][35]

- في 1 فبراير 2025، أعلنت "الشبكة الإقليمية للمسؤولية الاجتماعية" عن اختيار أبو كشك كأحد أبرز الشخصيات العربية الأكثر تأثيرًا في مجال المسؤولية المجتمعية للعام 2024.[36]